# Oxytheca
Oxytheca – rodzaj roślin z rodziny rdestowatych (Polygonaceae). Obejmuje trzy gatunki. Występują one w zachodniej części Stanów Zjednoczonych oraz w zachodniej części Ameryki Południowej (w środkowym i północnym Chile oraz północno-zachodniej Argentynie). Są to rośliny pokarmowe dla gąsienic motyla Philotiella speciosa.

## Morfologia
PokrójRośliny jednoroczne z cienkim korzeniem palowym, o pędach pełnych, prosto wzniesionych lub pokładających się, mniej lub bardziej ogruczolonych.
LiścieOdziomkowe (rzadko obecne na łodydze), krótkoogonkowe, całobrzegie, wąskolancetowate do łopatkowatych.
KwiatyZebrane w szczytowe wierzchotki rozgałęziające się dichotomicznie. Podsadki lancetowate lub szerokie, obrastające szypuły kwiatostanu. Okrywy rurkowate lub wąskostożkowate zawierające po 2–10 kwiatów. Listki okwiatu białe, różowe lub żółtozielone, szerokodzwonkowate w czasie kwitnienia, poza tym stulone. Pręcików 9, o nitkach nagich lub brodawkowatych w dole, w dole stulone, pylniki jajowate lub elipsoidalne, różowe do czerwonych.
OwoceKulistawo-soczewkowate, nie oskrzydlone, nagie, jasno- lub ciemnobrązowe niełupki zamknięte w okwiecie.

## Systematyka
Pozycja systematyczna
Rodzaj z podrodziny Eriogonoideae z rodziny rdestowatych (Polygonaceae).
Wykaz gatunków
- Oxytheca dendroidea Nutt.
- Oxytheca perfoliata Torr. & A.Gray
- Oxytheca watsonii Torr. & A.Gray ex S.Watson